# Marcin Łuszczyk
Marcin Janusz Łuszczyk – polski inżynier, ekonomista, doktor habilitowany nauk ekonomicznych, profesor uczelni Katedry Ekonomii, Finansów i Badań Regionalnych  Wydziału Ekonomii i Zarządzania Politechniki Opolskiej.

## Życiorys
W 1996 ukończył studia na kierunku Telekomunikacja na Wydziale Elektrotechniki, Automatyki i Elektroniki w Akademii Górniczej i Hutniczej im. Stanisława Staszica, 21 stycznia 2002 w Akademii Ekonomicznej w Krakowie obronił pracę doktorską Kierunki zmian systemu opłat ekologicznych w gospodarce odpadami w Polsce napisaną pod kierunkiem profesora Kazimierza Górki, a 7 marca 2016 habilitował się tamże na podstawie pracy zatytułowanej Pomiar jakości życia w skali międzynarodowej.
Pracował w Katedrze Ekonomii na Wydziale Ekonomii i Pedagogiki Małopolskiej Szkole Wyższej w Brzesku.
Był starszym wykładowcą w Instytucie Administracyjno-Ekonomicznym Państwowej Wyższej Szkole Zawodowej w Tarnowie i w Katedrze Ekonomii i Badań Regionalnych  na Wydziale Ekonomii i Zarządzania Politechniki Opolskiej.
Jest profesorem uczelni w Katedrze Ekonomii, Finansów i Badań Regionalnych  Wydziału Ekonomii i Zarządzania Politechniki Opolskiej.
W pracach naukowych porusza zagadnienia związane m.in. z ekonomią społeczną. Zajmuje się zrównoważonym rozwojem. Jest autorem kilku monografii z tej dziedziny wydanych przez Polskie Wydawnictwo Ekonomiczne.

## Publikacje
- Pomiar jakości życia w skali międzynarodowej Fundacja Uniwersytetu Ekonomicznego, Kraków 2013 ISBN 978-83-62511-62-4
- Wprowadzenie do ekonomii rozwoju trwałego Polskie Wydawnictwo Ekonomiczne, Warszawa 2020 ISBN 978-83-208-2424-7
- Ekonomia rozwoju trwałego PWE, Warszawa 2021 ISBN 978-83-208-2486-5